# Gerhard Haege
Gerhard Haege (auch Gerhard Häge; * 1928 oder 1929; † 1970 in Spanien) war ein deutscher Ruderer.
Gerhard Haege stammte aus Ulm. Von der Jugend an ruderte er sich im  Ruderverein Neptun aus Konstanz, seine Disziplin war der Doppelzweier. Wegen seiner Leistungen wurden er und Teamgefährte Thomas Schneider schon bald in nationalen und internationalen Wettkämpfen eingesetzt. Seine größten Erfolge feierte er im Jahr 1954: Er wurde zunächst Deutscher Meister im Doppelzweier und gewann danach eine Goldmedaille in derselben Disziplin bei den Europameisterschaften 1954. Er unterlag dann 1955 bei den Deutschen Meisterschaften im Doppelzweier dem Ratzeburger Boot mit Manfred Rulffs und Klaus von Fersen.
Für den Europameistertitel wurden Haege und sein Teamkollege Schneider am 6. September 1954 von Bundespräsident Theodor Heuss mit dem Silbernen Lorbeerblatt ausgezeichnet.
Haege starb 1970 bei einem Verkehrsunfall in Spanien.